# Marquisette
Ein Marquisette ist ein feinfädiger Stoff, der dreherbindig gewebt wurde. Dadurch entsteht eine gitterartige Optik.

## Herstellung
Beim Webvorgang werden Kettfäden mit Schussfäden verkreuzt. Je dichter die Fäden zusammenliegen, umso fester ist das Gewebe. Wenn die Fäden weit auseinanderliegen, können sie leichter verschieben. Der Fachmann spricht von Schiebefestigkeit.
Durch konventionelles Weben kann also kein schiebefester Stoff in Gitteroptik hergestellt werden. Ein Marquisette wird hergestellt, indem nach jedem Eintrag eines Schussfadens zwei oder mehr Kettfäden gegeneinander verdreht werden und den Schussfaden einschließen. So werden die Schussfäden festgebunden, obwohl sie einen großen Abstand zueinander haben.
Zu diesem Zweck befindet sich am Marquisette-Webstuhl ein Drehergeschirr, das die Kettfäden gegeneinander dreht.
Als Material eignen sich viele Faserstoffe. Häufig sind Baumwolle und Polyester.

## Einsatz
Marquisettestoffe werden vorwiegend in der Fensterdekoration verwendet. 

## Eigenschaften
Sie sind transparent und strapazierfähig. Es können jedoch Zugfäden entstehen. Abhängig vom eingesetzten Material kann es zum Einlaufen kommen.